# بينسران (أنغلزي)
بينسران (بالإنجليزية: Penysarn)‏ هي قرية تقع في المملكة المتحدة في ويلز.